# Poboleda
Poboleda település Spanyolországban, Tarragona tartományban. Poboleda La Morera de Montsant, Porrera és Torroja del Priorat községekkel határos. Lakosainak száma 334 fő (2024).

## Népesség
A település népessége az elmúlt években az alábbi módon változott:
| Lakosok száma | 238  | 1820 | 665  | 554  | 385  | 334  | 371  | 361  | 313  | 334  |
|               | 1717 | 1887 | 1936 | 1960 | 1986 | 2004 | 2009 | 2014 | 2019 | 2024 |